# Ołeksij Berest
Ołeksij Prokopowycz Berest (ukr. Олексій Прокопович Берест, ur. 9 marca 1921 w Horjajstiwce p. Sumami, zm. 4 listopada 1970 w Rostowie nad Donem) – radziecki wojskowy narodowości ukraińskiej, politruk, jeden z trzech żołnierzy, którzy zawiesili Sztandar Zwycięstwa na Reichstagu w Berlinie. Bohater Ukrainy (2005, pośmiertnie).

## Wczesne lata
Urodził się w zubożałej, ukraińskiej rodzinie. Siedmioro z piętnaściorga rodzeństwa Beresta zmarło w dzieciństwie. Został osierocony, gdy miał jedenaście lat i wychowywały go starsze siostry. Od szesnastego roku życia pracował jako kierowca ciągnika.

## Służba wojskowa
Zgłosił się na ochotnika do Armii Czerwonej w październiku 1939 roku i brał udział w wojnie zimowej jako sygnalista. Kiedy Niemcy najechały Związek Radziecki, ponownie wysłano go na front. W marcu 1943 roku, stacjonując na Froncie Wołchowskim, kapral Berest wstąpił do partii komunistycznej. W grudniu tego roku został wysłany do Leningradzkiej Szkoły Wojskowo-Politycznej (która znajdowała się wówczas w mieście Szuja, po ewakuacji) i przeszedł szkolenie na politruka. Po ukończeniu nauki we wrześniu 1944 roku w stopniu lejtnanta Berest został wyznaczony na zastępcę kapitana Stiepana Nieustrojewa w 1. batalionie 756 Pułku 150 Dywizji Strzeleckiej.

## Bitwa o Berlin
30 kwietnia 1945 roku, po długich dniach walk ulicznych w Berlinie, 150 Dywizja zaatakowała Reichstag. 1 maja, około godziny 3:00, Berest wraz z dwoma płastunami – Melitonem Kantarią i Michaiłem Jegorowem – zawiesili na kopule budynku jedną z dziewięciu radzieckich flag przekazanych dowódcom dywizji, mocując ją do pomnika Wilhelma I. Chociaż flaga nie została umieszczona tam jako pierwsza, ostatecznie ogłoszono ją Sztandarem Zwycięstwa. Później, udając pułkownika, Berest negocjował z niemieckim garnizonem Reichstagu warunki jego kapitulacji. Za swoje czyny otrzymał Order Czerwonego Sztandaru.

## Lata powojenne
W maju 1945 roku Nieustrojew, Kantaria i wielu innych, którzy brali udział w szturmie na Reichstag, otrzymało tytuł Bohatera Związku Radzieckiego. Z nieznanych powodów Berest tej nagrody nie otrzymał i jego udział w operacji został wyciszony. Popularna wersja wydarzeń mówi o osobistym konflikcie z oficerem Smiersza. W 1948 roku Beresta zwolniono z wojska, po czym rozpoczął pracę w kinie w Rostowie nad Donem. W 1953 roku został skazany za defraudację na dziesięć lat więzienia, z czego odsiedział pięć. Po zwolnieniu z zakładu karnego został zatrudniony w miejscowej fabryce Rostsielmasz jako zwykły robotnik. Gdy pod koniec lat 60. w Związku Radzieckim kręcono megaprodukcję Wyzwolenie w reżyserii Jurija Ozierowa o zwycięstwie Armii Czerwonej w II wojnie światowej, gdzie znalazła się kultowa scena szturmu na Reichstag, postać Beresta się tam nie pojawiła.
3 listopada 1970 roku Berest został potrącony przez pociąg, kiedy ratował dziecko, które zabłądziło na kolei. Zmarł z powodu odniesionych obrażeń we wczesnych godzinach porannych następnego dnia.
W 2000 roku podjęto próby pośmiertnego nagrodzenia Beresta tytułem Bohatera Federacji Rosyjskiej, ale rosyjskie Ministerstwo Obrony odmówiło. 6 maja 2005 roku  Ołeksij Berest otrzymał pośmiertnie tytuł Bohatera Ukrainy od prezydenta Wiktora Juszczenki.